# Grupa „Sok”
„Sok” (ros. «Сок») – rosyjska grupa finansowo-przemysłowa z główną siedzibą w Samarze. Nazwa pochodzi od rzeki w obwodzie samarskim. Grupa „Sok” została założona w 1994 roku. W ciągu kilku lat grupa „Sok” stała się największym partnerem i dostawcą podzespołów AwtoWAZa. Rząd osób, związanych z „Sokiem”, wchodził w skład kierownictwa zakładów samochodowych. Prezydentem grupy jest Aleksiej Sawczenkow, głównym beneficjentem Jurij Kaczmazow.
Grupa kontrolowała m.in. zakłady motoryzacyjne IżAwto (ИЖ-Авто) w Iżewsku, RosLada (РосЛада) w Syzraniu (montujący samochody Łada) oraz VAZinterServis (ВАЗинтерСервис). Należało do niej także przedsiębiorstwo budowy mostów OAO Wołgomost.
W 2009 roku grupa sprzedała zakłady IżAwto, a do 2011 roku sprzedała także większość innych aktywów, w tym Wołgomost. Kierownictwo grupy stanęło w 2011 roku pod zarzutami popełnienie przestępstwa w postaci doprowadzenia do upadłości zakładów IżAwto.